# Општина Беране
Општина Беране је општина у Горњем Полимљу у Црној Гори. Седиште општине је градско насеље Беране. Према резултатима пописа из 2023. године имала је 24.645 становника.
Општина Беране простире се на површини од 544 km² сјевероисточног дијела Црне Горе. Смјештена је у горњем сливу Лима. Од југа према сјеверу овом ријеком подијељена је на два приближно једнака дијела и отворена према андријевачкој и бјелопољској котлини.
На њеној западној страни су врхови планина Бјеласице, а на југоисточној и источној Мокре планине, Смиљевице и Турјака. Највиша тачка у општини је врх Црна глава која досеже надморску висину од 2.139 метара. Земљиште општине је котлинско-планинско и налази се изнад 600 метара надморске висине. Попречне долине лимских притока природне су саобраћајнице локалног и ширег значаја.
Општина Беране захвата, осим лимске котлине и подручје Бихора са Петњицом на ријеци Попчи, као средишњем насељем. У сјевероисточном дијелу општине, на њеној граници са општинама Бијело Поље и Рожаје и Србијом, Бихор се простире на 174 квадратна километра, има око 10.000 становника у 25 насеља сврстаних у пет мјесних насеља. На овом подручју живи углавном муслиманско-бошњачко становништво. Природне границе овог подручја чине планински масиви Турјак, Влахови, Лађевац, Циглен и Поличка висораван. Ове планине су са врховима изнад 1.700, а ријечне долине су на надморској висини од око 620 метара.

## Географија
Општина Беране се налази између врхова Бјеласице на западу, Цмиљевице на истоку, Тивранске клисуре на сјеверу и Сутјеске и Превије на југу. Она је добро природно ограничена, осим на сјевероистоку гдје је преко Полице и Бихора низ мањих кречњачких узвишења, углавном планинским висовима. Беранска општина простире се на 647 km². Од укупне површине на плодно земљиште отпада 91% или нешто око 62 хектара. Неплодног земљишта је око 5,5 хектара. На овој територији живи око 28.000 становника (у насељу Беране око 13.000).
У физичко-географском погледу, беранска општина је врло разнолика. Рељефно је хетерогена са творевинама које свједоче о сложеним процесима у геолошкој прошлости. Геолошки склоп и тектонска структура директно и индиректно су утицали на формирање основних рудних, педолошких, хидролошких и вегетативних обиљежја важних за живот људи и развој њихових дјелатности. Геоморфолошки облици настали су у различитим временским раздобљима. Међусобно се комбинују градећи изразите пејзажне амбијенте међу којима се посебно истичу ријечне долине, алувијалне равни, ријечне терасе и планинске стране и врхови. Читав простор општине испресијецан је воденим токовима. Лим, као највећи, тече алувијалном равни која чини најнижи елемент. У цјелини посматрано, рељеф општине је проходан и погодан за живот и рад људи.

## Клима
Клима је умјерено континентална са малим медитеранским утицајима у котлинама и долинама; модификовано субпланинска у средњим висинским зонама и планинска у највишим предјелима. Присутни су и одређени типови микроклиме који се одражавају на просторну организацију неких дјелатности, а посебно пољопривреде и туризма.
Јул и август су најтоплији мјесеци у години. Високе љетње температуре могу дуже и да потрају. Средња годишња температура у Беранама износи 8.5 °C. Најхладнији зимски мјесеци су јануар и децембар.
За подручје општине карактеристичан је и модификовани плувиометријски режим падавина. Највише је падавина у новембру и јануару, а најмање у марту и јулу. Овакав распоред укупне количине падавина не погодује, или не бар у довољној мјери, потребама пољопривреде. Због тога се, гдје то услови дозвољавају, обезбјеђује наводњавање обрадивих површина.
Најинтензивније сњежне падавине јављају се у периоду децембар-март. На вишим локалитетима Мокре планине, Смиљевице, Турјака и Бјеласице, скијашка сезона траје 80 до 120 дана, а на осојним странама и у шумским комплексима и дуже, тако да су смучарски терени изнад 1.600 метара подобни за скијање и до шест мјесеци, што је изузетно повољно за организацију зимског туризма.
Нису ни ријетке појаве температурних инверзија, када су нижи предјели у котлинама и долинама хладнији и магловитији, а виши сунчани и топлији.

## Привреда
Општина Беране је једна од најсиромашнијих општина у Црној Гори. Индустријска производња је веома мала јер су многа предузећа у задњих 10 година престала с радом. У ранијем периоду многа пољопривредна домаћинства су пресељена са села у град због тзв. индустријализације, тако да је пољопривреда замрла, село запостављено а индустрија угашена тако да већина становника тешко живи. У посљедње вријеме отворено је много приватних фирми, углавном на бази трговине и угоститељства. Производних је веома мало. У тим предузећима запошљавају се углавном на црно, те немају неки друштвени значај. Укупан број запослених је око 3.000.
У Општини Беране постоји један дјечји вртић, 13 основних школа и 4 средње школе. У Општини постоји Општа болница и дом здравља са 61 љекаром, 20 стоматолога и око 350 здравствених радника средњег образовања. Број корисника материјалног обезбјеђења креће се око 1.200.

## Насељена мјеста
У општини се налази 41 насеље,
Осим градског насеља Беране општини припадају и сљедећа насељена мјеста:
Бабино, Бастахе, Беран Село, Беране, Бубање, Будимља, Буче, Велиђе, Виницка, Вуча, Главаца, Горажде, Горње Заостро, Дапсићи, Долац, Доња Ржаница, Доње Заостро, Доње Луге, Драгосава, Загорје, Заград, Заграђе, Јашовићи, Калудра, Курикуће,
Лубнице, Лужац, Маште, Мезгале, Орах, Петњик, Пешца, Праћевац, Радмужевићи, Ровца, Рујишта,
Скакавац, Тмушићи, Црљевине, Црни Врх, Штитари.

## Становништво

### Национални састав становништва општине по попису 2023. године
| Национални састав (са уделом преко 1%)‍ | Национални састав (са уделом преко 1%)‍ | Национални састав (са уделом преко 1%)‍ | Национални састав (са уделом преко 1%)‍ | Национални састав (са уделом преко 1%)‍ |
| -------------------------------------- | -------------------------------------- | -------------------------------------- | -------------------------------------- | -------------------------------------- |
|                                        |                                        |                                        |                                        |                                        |
| Срби                                   | Срби                                   |                                        | 14.742                                 | 59,82%                                 |
| Црногорци                              | Црногорци                              |                                        | 6.548                                  | 26,57%                                 |
| Бошњаци                                | Бошњаци                                |                                        | 1.103                                  | 4,48%                                  |
| Роми                                   | Роми                                   |                                        | 542                                    | 2,20%                                  |
| остали                                 | остали                                 |                                        | 1.151                                  | 4,67%                                  |
| неизјашњени                            | неизјашњени                            |                                        | 556                                    | 2,26%                                  |
| укупно: 24.645                         |                                        |                                        |                                        |                                        |

### Верски састав становништва општине по попису 2023. године
| Верски састав (са уделом преко 1%)‍ | Верски састав (са уделом преко 1%)‍ | Верски састав (са уделом преко 1%)‍ | Верски састав (са уделом преко 1%)‍ | Верски састав (са уделом преко 1%)‍ |
| ---------------------------------- | ---------------------------------- | ---------------------------------- | ---------------------------------- | ---------------------------------- |
|                                    |                                    |                                    |                                    |                                    |
| Православци                        | Православци                        |                                    | 20.384                             | 82,71%                             |
| Муслимани                          | Муслимани                          |                                    | 3.698                              | 15,01%                             |
| остали                             | остали                             |                                    | 456                                | 1,85%                              |
| неизјашњени                        | неизјашњени                        |                                    | 279                                | 1,13%                              |

### Језички састав становништва општине по попису 2023. године
| Језички састав (са уделом преко 1%)‍ | Језички састав (са уделом преко 1%)‍ | Језички састав (са уделом преко 1%)‍ | Језички састав (са уделом преко 1%)‍ | Језички састав (са уделом преко 1%)‍ |
| ----------------------------------- | ----------------------------------- | ----------------------------------- | ----------------------------------- | ----------------------------------- |
|                                     |                                     |                                     |                                     |                                     |
| Српски језик                        | Српски језик                        |                                     | 17.042                              | 69,15%                              |
| Црногорски језик                    | Црногорски језик                    |                                     | 5.463                               | 22,17%                              |
| Ромски језик                        | Ромски језик                        |                                     | 534                                 | 2,17%                               |
| Босански језик                      | Босански језик                      |                                     | 425                                 | 1,72%                               |
| Албански језик                      | Албански језик                      |                                     | 270                                 | 1,10%                               |
| остали                              | остали                              |                                     | 579                                 | 2,35%                               |
| неизјашњени                         | неизјашњени                         |                                     | 331                                 | 1,34%                               |